# Frederico Reuter
Frederico Reuter (Teófilo Otoni, Minas Gerais, 1979) é um ator brasileiro.

## Biografia
Começou a carreira no teatro, porém a viu declinar e viu nos musicais uma grande chance, e investiu em aulas de canto, começando em 1999.
Em 2008, alcançou notoriedade ao interpretar o Zé Boneco, na novela Negócio da China, de Miguel Falabella, com direção geral de Mauro Mendonça Filho. Foi indicado ao Prêmio Contigo de Televisão como Ator Revelação pelo seu trabalho na novela, porém, não alcançou a vitória.
Em 2011, interpretou o médico Ricardo, marido da personagem Camila de Fernanda Souza na novela das sete Aquele Beijo na Rede Globo de Televisão.
Também faz parte da banda de covers Quattro como um dos cantores.
Em 2019 interpretou Padre Lino no musical de Nossa Senhora Aparecida.

## Trabalhos

### Na TV
| Ano  | Título                       | Personagem      | Notas                       |
| ---- | ---------------------------- | --------------- | --------------------------- |
| 2022 | O Coro: Sucesso, Aqui Vou Eu | Diego Loma      |                             |
| 2021 | Passaporte para Liberdade    | —               |                             |
| 2019 | Hebe                         | Agnaldo Rayol   | 1 episódio                  |
| 2016 | Pé na Cova                   | Vitorino        | Episódio: "A Cor do Vento"  |
| 2011 | Aquele Beijo                 | Ricardo         |                             |
| 2010 | A Vida Alheia                | Léo Ângelo      | Episódio: "Porque Temos Fé" |
| 2008 | Negócio da China             | Zé Boneco       |                             |
| 2008 | Toma Lá Dá Cá                | Ramiro/Cleilson | Episódio: "Os Bem Casados"  |
| 2007 | Linha Direta                 | —               |                             |

## No Teatro
- 1998 – Dois a Dois
- 1999 – Moi et Toi
- 2000 – Eugênia Grandet
- 2001 – A Dama Da Novela Das 8
- 2002 – NOM – Núcleo de Óperas e Musicais
- 2003 – Walkman
- 2004 – Baile de Máscaras
- 2006 - Império, de Miguel Falabella
- 2007 - Os Produtores, dirigido por Miguel Falabella
- 2009 - Hairspray, dirigido por Miguel Falabella
- 2012/2013 - Alô, Dolly!, dirigido por Miguel Falabella
- 2013/2014 - A Madrinha Embriagada, dirigido por Miguel Falabella
- 2014/2015 - O Homem de La Mancha, dirigido por Miguel Falabella
- 2019 - Aparecida, um musical, dirigido por Walcyr Carrasco
- 2020/2022 - A Mentira, dirigido por Miguel Falabella